# 모노클로니우스
모노클로니우스(Monoclonius)는 백악기 후기, 7,500만 년에서 7,460만 년의 연대를 가지는 미국 몬태나주 주디스강 층과 캐나다 앨버타주 공룡공원 층에서 발견되는 초식성 각룡류 공룡의 한 속이다.
모노클로니우스는 1876년에 에드워드 드링커 코프가 명명했다. 후에 모노클로니우스와 닮은 각룡류인 켄트로사우루스의 보존상태가 좋은 표본이 발견되면서 분류학적으로 큰 혼란이 일어났다. 지금은 전형적인 모노클로니우스 표본은 많은 경우 켄트로사우루스와 같은 다른 속의 어린 개체, 혹은 아성체라고 생각된다. 아직도 모노클로니우스라는 속명 아래 남아있는 표본들은 너무 불완전하거나 너무 미성숙해서 같은 시기 같은 장소에서 발견되는 성체의 표본과 명확히 짝을 맞추기 힘든 것들이다. 모식종인 모노클로니우스 크라수스가 딱 이런 경우다. 따라서 모노클로니우스는 보통 더 연구가 필요한 의문명으로 간주된다.

## 어원

모노클로니우스의 복원도

1992년 이전 대부분의 대중과학 및 과학출판물에서 설명했던 것과는 달리 모노클로니우스라는 이른은 "한 개의 뿔"이라는 의미가 아니며 모노클로니우스의 코 위에 있는 뿔 하나를 의미하는 것도 아니다. 모노클로니우스는 사실 뿔 달린 공룡이라는 것이 알려지기 이전에 이름이 붙여졌고, 원래는 "하드로사우루스류"로 간주되었다. 모노클로니우수라는 이름은 "하나의 싹"이라는 뜻으로 "하나"라는 의미의 그리스어 모노스 μόνος 와 "싹"이라는 의미으 클로니온 κλωνίον 을 합친 것으로 가까운 관계인 공룡이자 에드워드 드링커 코프가 모노클로니우스와 같은 논문에서 보고한 디클로니우스 ("두 개의 싹") 와 비교하여 모노클로니우스의 이빨이 자라는 방식을 가리키는 것이다. 코프는 디클로니우스의 화석을 보고 두 줄의 이빨이 한꺼번에 자라는 것으로 (하나는 다 자란 이빨, 하나는 새로 나기 시작한 이빨) 해석하고 모노클로니우스는 한 줄의 이빨만이 씹는 면을 구성하며 새로 날 이빨은 원래의 이빨이 빠지고 난 후에 자라난다고 보았다. 이것이 모노클로니우스 이빨의 중요한 특징인데 이빨 표본은 지금 유실된 상태지만 이 특징으로 이빨 표본이 켄트로사우루스아과에 속하지 않으리라는 점은 거의 확실히 알 수 있다. 아마 하드로사우루스류였을 것이며 실수로 모식표본의 다른 부분들과 함께 관련지어졌을 것이다.

## 역사

### 코프의 최초 발견
모노클로니우스는 에드워드 드링커 코프가 아가타우마스와 폴리오낙스에 이어 세번째로 명명한 각룡류이다. 1876년 여름, 그 해 6 월에 리틀 빅혼 전투가 있었던 곳에서 불과 수백 킬로미터밖에 안 떨어진 몬태나주 초우토 카운티의 주디스 강 부근에서 코프와 그의 조수였던 찰스 H. 스턴버그이 몇몇 화석을 발견했다. 이 화석들은 따로따로 떨어진 골격 일부로 여러 곳에서 발견되었다. 모두 합치면 긴 코뿔의 기저부, 두개골 프릴의 일부, 눈 위의 뿔, 세 개의 봉합된 경추, 천골, 어깨뼈, 장골, 좌골, 넙다리뼈 두 개, 정강뼈, 종아리뼈, 그리고 앞다리 일부로 발을 제외한 몸체 대부분이 포함되었다. 몬태나를 떠나고 2주 후에 코프는 급히 이 화석들을 기재하고 1876년 10월 30일에 이 표본들을 모식종 모노클로니우스 크라수스(Monoclonius crassus)로 명명하였다. 종명은 라틴어로 "뚱뚱한 것"이라는 의미다. 아직 각룡류가 뚜렷한 그룹으로 인지되기 전이었기 때문에 코프는 이 화석의 대부분에 대해 확신을 가지고 있지 않았으며 코뿔이나 이마 위의 뿔심이 뿔의 일부라는 것을 알아차리지 못했다. 두개골의 프릴 부분은 가슴뼈의 일부로 해석했고 봉합된 경추는 몸의 등쪽 앞부분에 있는 것으로 생각했다.
오트니엘 찰스 마쉬가 1889년에 트리케라톱스를 보고하고 코프는 모노클로니우스 표본을 다시 조사하고 트리케라톱스, 모노클로니우스, 그리고 아가타우마스가 비슷한 종류의 공룡이라는 것을 알아챘다. 같은 해에 코프는 모노클로니우스가 커다란 코뿔 하나와 눈 위의 작은 뿔 두 개, 그리고 넓은 구멍이 있는 마루뼈로 이루어진 커다란 목 부위의 프릴을 가지는 것으로 다시 기재했다. 같은 논문에서 코프는 M. crassus 외에 모노클로니수의 종 세 개를 추가로 명명했다. 첫번째는 짧고 휘어진 코뿔의 뿔심과 두 개의 눈 위 뿔로 구성되었고 1877년에 이미 보고했으나 M. crassus 와 연관시키지는 않았던 표본 AMNH 3999 에 기반한 것으로 "뒤로 휘어진 뿔"이라는 의미를 가진 모노클로니우스 레쿠르비코르니스(Monoclonius recurvicornis)였다. 두번째는 스턴버그가 1876년에 몬태나 주 카우 아일랜드에서 발견한 325 mm 길이의 긴 코뿔 표본 AMNH 3989 에 기반한 모노클로니우스 스페노케루스(Monoclonius sphenocerus)로, "쐐기"라는 의미의 그리스어 스페노스 σϕηνός에서 유래한 "쐐기 모양의 뿔"이라는 뜻이다. 세번째 종은 AMNH 3988 에 기반한 모노클루니우스 피수스(Monoclonius fissus) 로 코프는 이것을 쪼개진 인상골이라고 생각했지만 실제로는 익형골(pterygoid)이었다.
1895년에 코프는 재정적인 이유로 자신의 화석 컬렉션 일부를 미국 자연사박물관에 팔아야 하게 되었다. 여기에는 모노클로니우스 표본들이 포함되어 있었고, 그 결과 모노클로니우스 표본들은 AMNH 표본번호를 가지게 되었다. M. crassus 화석은 AMNH 3998 로 등재되었다. 비록 존 벨 해처가 마쉬와 함께 일했고 코프와 마쉬 사이의 라이벌 관계인 공룡 화석 전쟁에서 '예일대학' 진영에 있긴 했지만 코프와 마쉬가 죽은 후 해처는 코프의 표본들도 이용하여 각룡류에 대한 마쉬의 전문논문(monograph)을 마무리지어달라는 요청을 받았다. 해처는 코프의 발굴 방식에 대해 매우 비판적이었다. 코프는 야외조사에서 표본을 감정하는 경우가 거의 없었고 정확한 위치도 남기지 않았으며 한 개체의 표본을 기재하는 것이 아니라 여러 부분으로 이루어진 혼합 표본을 기재하는 경우가 많았다. 해처는 M. crassus 의 모식표본이라고 되어 있는 것을 다시 조사하고 여러 개체의 부분부분으로 이루어진 것이기 때문에 총모식표본라는 결론을 내렸다. 따라서 해처는 이 중 하나로 프릴의 위쪽 부분을 구성하는 왼쪽 마루뼈를 후모식표본으로 채택했다. 프릴의 옆부분을 이루는 몇 개의 인상골은 이 후모식표본과 같은 개체에서 온 것으로 생각되지는 않았으며 해처는 코프의 눈 위 뿔 (표본번호가 달랐다) 역시 같은 개체에서 온 것이라고 보지 않았다. 결국 이 논문은 해처 역시 죽은 후에 리차드 스완 럴에 의해 1907년에 출판되었다.

### 켄트로사우루스의 등장
코프의 1889년 논문이 발표된 후, 주디스 강 지층에서 발견된 각룡류 화석이 대부분 모노클로니우스라고 분류되는 분위기였다. 1902년에 로렌스 램에 의해 캐나다에서 최초로 보고된 각룡류에는 두개골 일부에 기반한 모노클로니우스의 새 종 세 개가 포함되어 있었다. 이 중 두 종인 모노클로니우스 벨리(Monoclonius belli) 와 모노클로니우스 카나덴시스 (Monoclonius canadensis)는 후에 별도의 속에 속하는 하나의 종인 카스모사우루스 벨리로 재분류되었다. 세번째 종인 모노클로니우스 다우소니(Monoclonius dawsoni)는 조지 머서 도슨(George Mercer Dawson)의 이름을 딴 것으로 두개골 일부인 표본 NMC 1173 에 기반한 것이다. 마루뼈로 구성된 표본 NMC 971 역시 이 종으로 분류되었다. 19904년에 램은 이 마루뼈가 별개의 속 및 종을 나타낸다고 보고 켄트로사우루스 아페르투스로 명명했다.

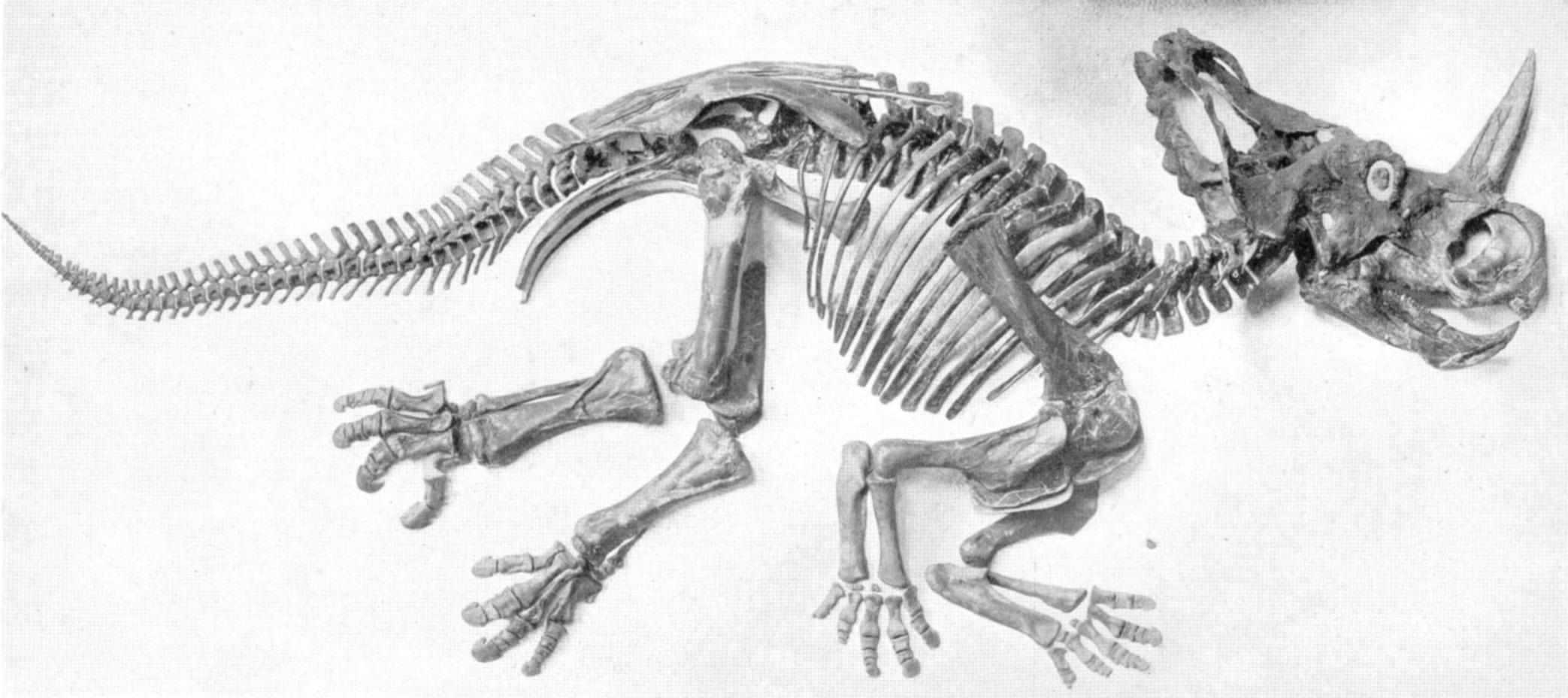
"모노클로니우스 나시코르누스(Monoclonius nasicornus)" 골격. 현재는 켄트로사우루스나 스티라코사우루스로 분류된다.

찰스 H. 스턴버그가 새로운 표본들을 수집해오자, 최소한 램에게는 켄트로사우루스가 모노클로니우스와는 별도의 속이라는 것이 분명해졌다. 이 생각은 1914년 바넘 브라운이 논문에서 모노클로니우스와 켄트로사우루스를 연구하면서 코프의 종들 대부분을 기각하고 M. crassus 하나만 남겨놓으면서 반대에 부딪혔다. 바넘 브라운은 모노클로니우스와 켄트로사우루스의 마루뼈를 비교하고서 차이가 있는 것처럼 보이는 이유는 M. crassus 의 후모식표본이 나이 든 개체의 것으로 침식 때문에 훼손되었기 때문이라고 결론내렸다. 이것은 모노클로니우스와 켄트로사우루스가 동물이명이며 모노클로니우스가 우선권을 가진다는 의미였다. 같은 논문에서 바넘 브라운은 또 1912년에 발견된 두개골로 앞쪽으로 굽은 코뿔을 가진 AMNH 5239를 "굽은 것"이라는 의미의 새로운 종, 모노클로니우스 플렉수스 (Monoclonius flexus) 로 명명했다. 램은 1915년의 논문 - 세 개의 과를 명명한 각룡류 전체에 대한 리뷰 논문 - M. dawsoni를 브라키케라톱스로, M. sphenocerus를 스티라코사우루스로 옮기면서 브라운에게 응수했다. 이렇게 되면 M. crassus 만이 모노클로니우스로 남게 되는데 램은 이 표본이 훼손되어 있고 코뿔도 없기 때문에 종을 구분할 만한 특징이 부족하다고 간주했다. 램은 브라운의 M. flexus를 켄트로사우루스의 모식종인 켄트로사우루스 아페르투스 (Centrosaurus apertus) 로 분류하면서 논문을 마친다. 그 다음 회전은 1917년에 앨버타 주의 켄트로사우루스아과 공룡을 연구한 논문에서 브라운이 1914년에 자신이 발견한 완전한 각룡류 골격 표본 AMNH 5351를 최초로 분석하여 "코에 뿔이 있는"이라는 의미의 모노클로니우스 나시코르누스(Monoclonius nasicornus) 로 명명하면서 계속되었다. 같은 논문에서 브라운은 윌리엄 에드먼드 커틀러 (William Edmund Cutler)를 기념하여 머리가 없는 골격과 피부자국이 있는 표본인 AMNH 5427를 또하나의 종인 모노클로니우스 쿠틀레리(Monoclonius cutleri) 로 명명하면서 보고하였다.
이후 R.S. 럴이 1933년에 "각룡류의 재검토 (Revision of the Ceratopsia)"를 출판할 때까지 브라운과 램의 논쟁은 여러 해 동안 계속되었다. 아름다운 삽화가 포함된 1907년의 전문논문과 달리 럴의 1933년 논문에는 상대적으로 삽화가 적었지만 당시까지 알려진 모든 각룡류 표본들의 위치를 확인하고 분류를 명확히 하려는 시도로 유명해졌다. 럴은 앨버타에서 발견된 거의 완전한 골격 표본인 AMNH 5341 을 보고했다. 이 표본은 현재 YPM 2015 로 예일대학의 피바디 박물관에 독특한 방식으로 전시되어 있다. 왼쪽 절반은 골격을 보여주고 있지만 오른쪽 절반은 살아 있는 동물을 복원한 형태로 전시되었고, 모노클로니우스 (켄트로사우루스) 플렉스수 (Monoclonius (Centrosaurus) flexus) 로 분류되어 있다. 럴은 켄트로사우루스가 모노클로니우스의 동물이명이지만 아속으로 볼 수 있을만큼은 차이가 있다고 보았다. 따라서 모노클로니우스 (켄트로사우루스) 아페르투스를 명명했다. 찰스 H. 스턴버그의 아들인 찰스 모트람 스턴버그는 1938년에 앨버타 주에서 발견되는 모노클로니우스형(形 Monoclonius-type) 화석의 존재를 분명하게 하고 - 1876년 이후로 몬태나에서는 모노클로니우스의 화석이 발견되지 않았다 - 그 차이로 모노클로니우스와 켄트로사우루스를 확실히 구분할 수 있다고 주장했다. 모노클로니우스형 화석은 켄트로사우루스형 화석보다 더 이른 시기의 지층에서 발견되며 더 희귀하므로 모노클로니우스형 화석이 켄트로사우루스형 화석의 조상 형태일 가능성이 있다. 1940년에 C.M. 스턴버그는 또 하나의 종인 모노클로니우스 로웨이 (Monoclonius lowei)를 명명했다. 종명은 1925년에서 1937년의 기간 중 여섯 시즌 동안 앨버타 남부를 가로지르며, 매니토바와 사스캐처원에서 또 다른 업무로 스턴버그의 야외조사를 도운 드럼헬러 출신의 해롤드 로빈슨 로우를 기리기 위해 붙여진 것이다. 럴은 1949년에 브라키케라톱스 몬타넨시스(Brachyceratops montanensis)를 모노클로니우스 몬타넨시스(Monoclonius montanensis) 로 재명명하였지만 이것은 오늘날 받아들여지지 않는다. 1964년에 오스카 쿤이 켄트로사우루스 롱기로스트리스(Centrosaurus longirostris)를 모노클로니우스 롱기로스트리스(Monoclonius longirostris)로 재명명했다. 1987년에는 가이 레이히(Guy Leahy) 가 스티라코사우루스 알베르텐시스(Styracosaurus albertensis)를 모노클로니우스 알베르텐시스(Monoclonius albertensis)로 재명명했고, 1990년에는 토마스 레만이 아바케라톱스 라메르시(Avaceratops lammersi)를 모노클로니우스 라메르시(Monoclonius lammersi)로 재명명하였다. 이 둘 모두 받아들여지지 않았다.

### 모노클로니우스와 그 종들의 유효성

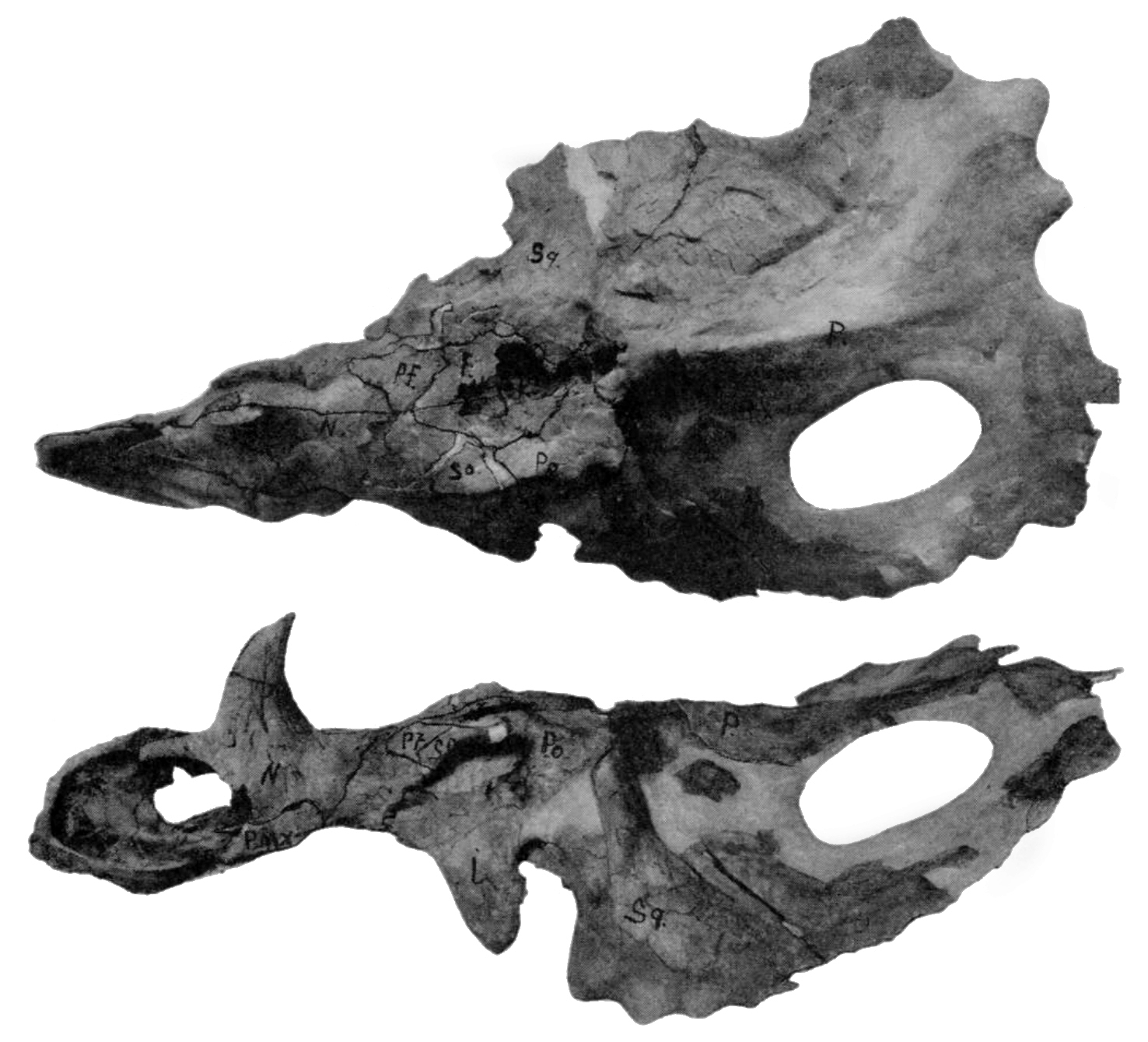
M. lowei 완모식표본

1990년대에 모노클로니우스와 켄트로사우루스의 관계는 여전히 논쟁 중이었다. 세 가지 가능성이 있었다. 첫번째는 바넘 브라운이 1914년에 결론지었듯이 모노클로니우스 크라수스가 유효한 종이며 켄트로사우루스와 동일한 종이라는 것이다. 이 경우 켄트로사우루스는 모노클로니우스의 동물이명이며 모노클로니우스가 우선권을 가지게 된다. 두번째는 램의 견해대로 모노클로니우스 크라수스가 다른 종들과 구분할 만한 특징을 가지고 있지 않으며 다른 표본들과 명확한 관계를 결정할 수 없기 때문에 의문명이라고 보는 것이다. 이 경우 모노클로니우스라는이름은 폐기되어야 하며 모노클로니우스에 속한 M. crassus 가 아닌 종들은 - 그 종들 자체가 의문명이 아니라면—다른 속으로 재분류되어야 한다. 세번째는 모노클로니우스와 켄트로사우루스가 모두 유효한 이름이라는 것이다. 1990년 이후로 피터 도드슨이 세번째 견해를 지지했다. 피터 도드슨은 M. crassus 의 후모식표본인 AMNH 3998 이 켄트로사우루스 아페르투스의 완모식표본과는 프릴의 가장자리에 매우 얇은 머리뼈를 가지고 있다는 점에서 차이를 보인다고 주장했다. 이것이 단지 개체간의 변이에 의한 차이가 아니라는 점은 M. lowei 역시 비슷하게 얇은 프릴을 가지고 있다는 점에서 증명될 수 있다고 한다. 하지만 1997년에 스코트 샘슨은 M. crassus 의 후모식표본 및 그와 유사한 모노클로니우스의 모든 표본들을 의문명으로 간주했다. 뼈의 구조를 볼 때 이들이 모두 어린 개체이거나 아성체인 것으로 보이기 때문이다. 어떤 경우에는 성체가 이미 알려진 종일 수도 있는데 다른 경우에는 성체가 아직 알려지지 않은 종류일 수도 있다. 따라서 대부분의 켄트로사우루스아과 종들이 개체발생과정에서 모노클로니우스와 비슷한 형태의 단계를 거친다면 모노클로니우스의 표본들이 왜 그렇게 시간 및 공간적으로 넓은 분포를 가지는지가 설명된다. 1998년에 도드슨과 앨리슨 투마르킨은 뼈의 구조는 해당 종에서만 나타나는 유형보존(pedomorphosis), 즉 성체가 어린 개체의 특징을 그대로 보존하는 것으로 설명될 수 있다고 주장했다. 이것은 M. lowei 의 완모식표본인 NMC 8790 이 길이 609 밀리미터로 켄트로사우루스아과의 표본들 중 가장 긴 마루사이뼈 (interparietal bone)를 가지고 있다는 것으로 증명될 수 있다. 두번째로 긴 마루사이뼈를 가진 켄트로사우루스 아페르투스의 표본인 NMC 5429는 545 mm 이므로 NMC 8790 이 아성체일 가능성은 거의 없다. 하지만 2006년 마이클 라이언은 M. lowei 완모시교본이 예외적으로 큰 아성체라고 결론내렸다. 프릴 가장자리의 세번째 마루뼈뒷돌기 골편이 막 생기기 시작했고 두개골의 봉합선이 완전히 닫히기 전이라는 점 등이 그 이유였다. 모노클로니우스 크라수스는 의문명으로 취급된다.
모노클로니우스 크라수스가 의문명이라는 점에 합의가 이루어져간다는 것은 모노클로니우스에 모식종인 M. crassus 만이 포함되며, 몬태나 주의 주디스강 층에서 발견된 후모식표본 프릴만이 유일한 표본이라는 의미다. 표본번호 AMNH 3998 인 화석들조차 M. crassus 로 분류될 수 없다. 대부분의 기타 모노클로니우스 종들은 다른 속으로 재분류되거나 의문명으로 간주되어야 한다. 두 종이 여전히 문제가 된다. M. lowei는 불확실하다. 이것은 크고 좀 눌린 두개골인 모식표본 겸 유일한 표본, CMN 8790 에 기반한 종으로 앨버타 주의 공룡공원 층에서 발견되었다. C.M. 스턴버그는 이 ㅍ본이 브라키케라톱스와 유사하다고 지적했다. M. lowei는 이전에 M. crassus 와 같은 종이라고 간주되었으나 만일 M. crassus 의 모식표본이 종을 구분할 수 있는 특징을 가지고 있지 않다면 M. lowei 역시 모노클로니우스 속으로 분류할 수 없다. 라이언은 층서를 볼 때 CMN 8790 이 스티라코사우루스, 아켈로우사우루스, 혹은 에이니오사우루스의 아성체일 가능성을 제기했다. M. nasicornus 역시 문제다. 조금 더 오래된 지층에서 발견되었지만 1990년에 도드슨은 M. nasicornus 가 극단적으로 성적이형성을 보이는 예이며 스티라코사우루스 알베르텐시스의 암컷이라고 주장했다. 다른 연구자들은 M. nasicornus를 켄트로사우루스 아페르투스의 동물이명으로 취급하거나 별도의 종인 켄트로사우루스 나시코르누스(Centrosaurus nasicornus)로 보았다. 이것이 스티라코사우루스 알베르텐시스의 직접적인 조상일 것이라는 주장이 있었다.
모노클로니우스 속으로 분류되었던 여러 종들은 대부분 다른 속으로 재분류되거나 의문명으로 간주된다. 아래 종 목록은 알파벳 순서대로 나열되었다.
- M. albertensis (Lambe, 1913) Leahy, 1987; 스티라코사우루스 알베르텐시스로 재분류
- M. apertus (Lambe, 1904) Kuhn, 1964; 켄트로사우루스 아페르투스로 재분류
- M. belli Lambe, 1902; 카스모사우루스 벨리로 재분류
- M. canadensis Lambe, 1902; 에오케라톱스 카나덴시스로 재분류
- M. crassus Cope, 1876; 모식종, 의문명
- M. cutleri Brown, 1917; 켄트로사우루스 아페르투스의 동물이명
- M. dawsoni Lambe, 1902; 켄트로사우루스 아페르투스의 동물이명
- M. "fissus" Cope, 1889; 무자격명
- M. flexus Brown, 1914; 켄트로사우루스 아페르투스의 동물이명
- M. lammersi (Dodson, 1986) Lehman, 1990; = 아바케라톱스 라메르시 Dodson, 1986; = 아바케라톱스 라메르소룸(Avaceratops lammersorum) (Dodson, 1986) Olshevsky, 1991
- M. longirostris (Sternberg, 1940) Kuhn, 1964; 켄트로사우루스 아페르투스의 동물이명
- M. lowei Sternberg, 1940; 의문명
- M. montanensis (Gilmore, 1914) Sternberg, 1949; 브라키케라톱스 몬타넨시스로 재분류
- M. nasicornus Brown, 1917; 켄트로사우루스 아페르투스, 혹은 스티라코사우루스 알베르텐시스의 동물이명. 혹은 켄트로사우루스 나시코르누스
- M. recurvicornis Cope, 1889; 뇌머리뼈, 세 개의 뿔, 그리고 뼈조각 몇 개. 무자격명 혹은 의문명
- M. sphenoceras Cope, 1890; 코뿔과 전상악골. 무자격명 혹은 의문명

## 대중문화 속의 모노클로니우스
모노클로니우스는 다른 잘 알려진 각룡류 공룡과 마찬가지로 여러 영화 및 TV 쇼에 등장했다. 필 티펫의 1984년 단편 "선사시대의 짐승 (Prehistoric Beast)"에서 주역을 맡았다. 1985년에는 "선사시대의 짐승"에 사용된 장면이 로버트 게네트의 TV 다큐멘터리 "공룡! (Dinosaur!)"에 사용되었다. 2011년 4월 6일 티펫스튜디오에서는 유튜브의 공식채널에 디지털로 복원한 "선사시대의 짐승" 을 공개했다.